# McPherson
McPherson é uma cidade localizada no estado americano de Kansas, no Condado de McPherson.

## Demografia
Segundo o censo americano de 2000, a sua população era de 13.770 habitantes.
Em 2006, foi estimada uma população de 13.594, um decréscimo de 176 (-1.3%).

## Geografia
De acordo com o United States Census Bureau tem uma área de
16,0 km², dos quais 15,9 km² cobertos por terra e 0,1 km² cobertos por água.

## Localidades na vizinhança
O diagrama seguinte representa as localidades num raio de 24 km ao redor de McPherson.